# Alex Gullach
Alex Gullach er en dansk guitarist og pedal steel guitarist. Alex Gullach var i 1973 med til at stifte bandet Slåbrock Band sammen med Hans Holtegaard og Kjeld Thorbjørn. Senere fik han job hos Falck, hvorefter han blev ansat hos Danmarks Radio.